# Municipio de Colfax (Illinois)
El municipio de Colfax (en inglés: Colfax Township) es un municipio ubicado en el condado de Champaign en el estado estadounidense de Illinois. En el año 2010 tenía una población de 266 habitantes y una densidad poblacional de 2,83 personas por km².

## Geografía
El municipio de Colfax se encuentra ubicado en las coordenadas 40°1′7″N 88°23′58″O / 40.01861, -88.39944. Según la Oficina del Censo de los Estados Unidos, el municipio tiene una superficie total de 94.02 km², de la cual 94 km² corresponden a tierra firme y (0,02 %) 0,02 km² es agua.

## Demografía
Según el censo de 2010, había 266 personas residiendo en el municipio de Colfax. La densidad de población era de 2,83 hab./km². De los 266 habitantes, el municipio de Colfax estaba compuesto por el 95,49 % blancos, el 0,38 % eran asiáticos y el 4,14 % eran de una mezcla de razas. Del total de la población el 1,13 % eran hispanos o latinos de cualquier raza.